# Emma Rose Collingridge
Emma Rose Collingridge, née le 5 juin 1998 à Suffolk, est une mannequin britannique, elle a remporté le titre de Miss Univers Grande-Bretagne 2021.

## Biographie
Collingridge est né le 5 juin 1998 et vit dans le Suffolk, en Angleterre. Elle est la fille de Kim Collingridge. Collingridge a fréquenté le Kesgrave High School à Ipswich et elle est également diplômée de l'Université de Loughborough avec un baccalauréat spécialisé en anglais.

## Concours de beauté
Elle a remporté le concours Miss Teen South Suffolk 2014 et a dépeint Suffolk dans Miss Teen Great Britain 2015 et a remporté le titre. Le 10 mars 2019, elle a été couronnée Miss Galaxy UK 2019 au Park Hall Hotel dans le Lancashire et a représenté le Royaume-Uni à Miss Galaxy 2019 à Orlando, Floride, États-Unis, le 25 août 2019. Elle s'est 2e dauphine. Le 16 octobre 2021, elle a représenté le Suffolk à Miss Univers Grande-Bretagne 2021 et a affronté 22 autres candidats au Riverfront Arts Centre de Newport, au Pays de Galles, elle a remporté le concours et a été couronnée Miss Univers Grande-Bretagne 2021 par la titulaire sortante Jeanette Akua. En tant que Miss Univers Grande-Bretagne, Collingridge représentera son pays au concours Miss Univers 2021 à Eilat, en Israël.